# Campeonato Mato-Grossense Segunda Divisão 2018
In 2018 werd het veertiende Campeonato Mato-Grossense Segunda Divisão gespeeld voor clubs uit Braziliaanse staat Mato Grosso, hiervoor werd de competitie twee seizoenen niet gespeeld. De competitie werd gespeeld van 22 tot 28 juli en werd georganiseerd door de FMF. Operário werd kampioen.

## Eindstand
Grêmio Sorriso had zich ook ingeschreven, maar trok zich op 23 mei terug. 
| Plaats | Club        | Wed. | W | G | V | Saldo | Ptn. |
| ------ | ----------- | ---- | - | - | - | ----- | ---- |
| 1.     | Operário FC | 2    | 2 | 0 | 0 | 5:3   | 6    |
| 2.     | Juara       | 2    | 1 | 0 | 2 | 3:3   | 3    |
| 3.     | Cacerense   | 2    | 0 | 0 | 3 | 3:5   | 0    |

|  | Kampioen |
|  | Promotie |

## Kampioen
| Campeonato Mato-Grossense de 2018 - Segunda Divisão |
| Mato Grosso                                         |
| --------------------------------------------------- |
| OPERÁRIO Kampioen (2° titel)                        |